# Heraki
Heraki is een plaats in de gemeente Sveti Lovreč in de Kroatische provincie Istrië. De plaats telt 16 inwoners (2001).